# Isla Salt
La isla Salt (Ynys Halen en galés, Salt island en inglés) es una isla unida a la isla Holy, que a su vez es una isla unida a Anglesey, en Gales del Norte. Es un refugio natural para los viejos puertos de las ciudades del mar de Irland y también es desde donde los feris zarpan hacia Dublín.

## Historia
La isla debe su nombre a una fábrica localizada en ella que trataba el agua de mar para extraer sal marina. A principios del siglo XVIII la sal marítima se mezclaba a menudo con sal de roca (a menudo pasada de contrabando a la isla) para incrementar la calidad de la producción de la fábrica. La fábrica cesó su producción en 1775.
Otro edificio de la isla pero que ya no existe es el Hospital Stanley Sailor. Este hospital se erigió en 1871 a cargo de un filantropista local y en sus orígenes sólo trataba a marineros, aunque rápidamente se convirtió en hospital general. Era dirigido por el Servicio Nacional de Salud en 1948 y cerró sus puertas en 1987.
Ha habido tres faros en la isla. El actual es el Holyhead Mail Pier Light, un faro cónico en color blanco que fue construido en 1821. Sin embargo, ya no se usa, si bien se utiliza como referencia de navegación para los marineros. Antes de la transformación a electricidad había una fábrica de gas como suministro para el faro, los embarcaderos e incluso parte de la misma isla Holyhead. Estas fábricas se construyeron con un coste de 130.000£, una tasa astronómica en aquel tiempo.
El principal embarcadero de la isla (el Embarcadero Admirality) se abrió en 1821. Con una longitud aproximada de 850 metros, se extiende al norte hacia el mar y se ha usado para recibir y enviar barcos y ferris desde su apertura. Debido a los importantes vínculos históricos entre Gran Bretaña e Irlanda, el embarcadero ha tenido en dos ocasiones de visitantes de la realeza, una el 7 de agosto de 1821 cuando el rey Jorge IV llegó de Irlanda y la otra en 1898 cuando la reina Victoria se embarcó en su último a Irlanda. Se debió haber construido otro embarcadero y un estrecho ferrocarril se construyó desde una cantera en Holyhead Mountain, pero esto nunca se materializó.
En tiempos más recientes, empezando en febrero de 2001, la isla se expandió, ganando terreno al mar. En total se obtuvieron 11 acres (44 515,5 m²) con un coste de 10 millones de libras esterlinas. Una media de 7.000 toneladas de roca y barro se extrajeron cada día durante el proceso.

## La isla hoy en día
Es parte del puerto de Holyhead y casi toda la extensión de la isla se usa como terminal de pasajeros, automóviles y mercancías y para ferris con literas desde y hacia Irlanda. Tanto los Irish Ferries como Stena Line navegan desde la isla Salt hacia el puerto de Dublín y a Dún Laoghaire. La estación de lanchas de rescate de Holyhead se encuentra en la isla. El Admiralty Arch, el final de la A5 que conecta Londres con Holyhead, se encuentra muy cerca del extremo meridional de la isla. Se abrió en 1826 cuando la última sección de la carretera del Puente Colgante de Menai se completó. Hay una playa que se abrió al público pero se cerró en 2003 debido a la creciente amenaza y todavía no se ha reabierto. El acceso a la isla está estrictamente supervisado y es virtualmente imposible entrar para los transeúntes.
- Datos: Q3399261
- Multimedia: Salt Island, Anglesey / Q3399261